# Nardia geoscyphus
Nardia geoscyphus ist eine Lebermoos-Art aus der Familie Jungermanniaceae. Deutsche Namen sind Erd-Flügellebermoos oder Kleines Scheibenblattmoos.

## Merkmale
Die niederliegenden Pflanzen sind bis 1 Zentimeter lang und bilden grüne bis hellbraune, meist kleinere Rasen. Die Stämmchen sind mit Rhizoiden besetzt und dicht beblättert. Die schräg angewachsenen Blätter sind etwa kreisrund und meist mit seichtem Einschnitt in zwei stumpfe Lappen geteilt. Unterblätter sind lanzettlich und meist nur an der Spitze fertiler Stämmchen voll entwickelt, sonst oft nur rudimentär vorhanden. Die Blattzellen sind dünnwandig, haben deutlich verdickte Zellecken und sind in der Blattmitte etwa 45 Mikrometer groß. Jede Zelle enthält zwei bis drei ziemlich große Ölkörper, diese sind etwa oval oder kartoffelförmig und sind jeweils aus zahlreichen sehr kleinen Tröpfchen zusammengesetzt.
Die Geschlechterverteilung ist diözisch. Das Perianth ist kürzer als die Hüllblätter, ist an der Mündung zusammengezogen und kurz geschnäbelt. Sporogone sind häufig, Brutkörper fehlen.

## Standortansprüche
Nardia geoscyphus wächst an lichtreichen bis schwach schattigen Standorten auf mäßig trockener bis feuchter, kalkfreier, nicht selten aber basenreicher, humoser, sandiger oder lehmiger Erde; auch auf (übererdeten) Felsen ist sie zu finden. In Österreich lebt sie in Höhenlagen von 400 bis 2500 Metern, schwerpunktmäßig in den Zentralalpen, wo sie zerstreut bis verbreitet ist. In Deutschland ist sie zerstreut in den Mittelgebirgen, nur selten in Süddeutschland.

## Verbreitung
Die Art ist boreal verbreitet. Vorkommen gibt es in Europa, ausgenommen der Mittelmeerraum, in Makaronesien, im Kaukasus, in Sibirien, Japan, im nördlichen Nordamerika, in Grönland und in der Arktis.